# George Avis Fulcher
George Avis Fulcher (* 30. Januar 1922 in Columbus, Ohio, USA; † 25. Januar 1984) war ein US-amerikanischer Geistlicher und römisch-katholischer Bischof von Lafayette in Indiana.

## Leben
George Avis Fulcher empfing am 28. Februar 1948 das Sakrament der Priesterweihe.
Am 24. Mai 1976 ernannte ihn Papst Paul VI. zum Titularbischof von Morosbisdus und zum Weihbischof in Columbus. Der Bischof von Columbus, Edward John Herrmann, spendete ihm am 18. Juli desselben Jahres die Bischofsweihe; Mitkonsekratoren waren der Erzbischof von Cincinnati, Joseph Louis Bernardin, und der Bischof von Cleveland, James Aloysius Hickey.
Papst Johannes Paul II. ernannte George Avis Fulcher am 8. Februar 1983 zum Bischof von Lafayette in Indiana. Die Amtseinführung folgte am 14. April desselben Jahres.